# Starsailor (álbum)
Starsailor es el sexto álbum de estudio del músico estadounidense Tim Buckley, publicado en el sello discográfico de Herb Cohen, Straight Records, en noviembre de 1970. Starsailor marca el momento en que los orígenes del folk rock de Buckley se volvieron invisibles cuando incorporó por completo el jazz rock y estilos de vanguardia en su música. Aunque alienó a elementos de su base de fans en el momento del lanzamiento, también contiene su canción más conocida, «Song to the Siren». Esta canción más accesible fue escrita mucho antes que el material más nuevo de Starsailor, originalmente en un arreglo más tradicional de música folk, como se muestra en el álbum recopilatorio publicado más tarde Morning Glory: The Tim Buckley Anthology. Bunk Gardner, exmiembro de Mothers of Invention, se unió a la banda normal de Buckley para grabar el álbum. Además, Buckley comenzó a trabajar de nuevo con el letrista Larry Beckett, después de una ausencia de tres álbumes.
Leontyne Price asistió a un concierto en la ciudad de Nueva York durante la gira de apoyo y le dijo a Buckley: “Ojalá escribieran cosas así para nosotros, los cantantes de ópera”, a lo que Buckley respondió: “Bueno, haz lo que hice yo; consigue tu propia banda”.

## Resurgimiento
«Song to the Siren» ha sido versionada por una variedad de artistas, sobre todo por This Mortal Coil, que apareció en su álbum de 1984, It'll End in Tears. En 2009, John Frusciante hizo un cover de esta canción en su álbum The Empyrean. Amen Dunes hizo una versión de la canción en su EP de 2015, Cowboy Worship. El acto de trance británico Lost Witness también lanzó un sencillo remix, titulado «Did I Dream (Song to the Siren)».
Mientras que el renacimiento de «Song to the Siren» renovó el interés en Buckley entre los artistas independientes en la década de 1980, el éxito de su hijo distanciado, Jeff Buckley, en la década de 1990, inspiró a los artistas de indie rock a mirar la carrera de su padre. La banda británica Starsailor tomó su nombre de este álbum.

## Relanzamientos
El álbum tuvo una breve reedición en CD por el sello Enigma Retro, pero al igual que el otro lanzamiento de Tim Buckley en el sello Straight Records (Blue Afternoon de 1969), se agotó debido a batallas legales sobre quién poseía los derechos de la música. Esto se remonta a una separación y demanda de 1976 entre Herb Cohen y Frank Zappa, los copropietarios de Straight Records. Como resultado, muchos de los álbumes lanzados en Straight (incluyendo Lick My Decals Off, Baby de Captain Beefheart) son muy difíciles de encontrar en CD. En 2006, el álbum fue lanzado en iTunes Music Store, poniéndolo a disposición del público en general una vez más. En 2007, 4 Men With Beards reeditó el álbum en vinilo, así como el resto del catálogo de nueve álbumes de Tim Buckley. Sin embargo, las copias en CD de este y Blue Afternoon permanecieron agotadas y fueron difíciles de encontrar en el mercado hasta el lanzamiento en 2017 de la caja recopilatoria The Complete Album Collection.

## Recepción de la crítica
Richie Unterberger, escribiendo para AllMusic, comentó: “Las letras surrealistas, llenas de imágenes de paisajes como ríos, cielos, soles y los incendios de la jungla, completan un álbum que no es para todos, ni siquiera para todos los fanáticos de Buckley, pero perdura como una de las declaraciones más intransigentes jamás hechas por un cantante/compositor de canciones”.

### Legado
- El sitio web Pitchfork lo posicionó en el puesto #50 de los 100 mejores álbumes de los años 1970, describiéndolo como “una obra maestra en todos los sentidos”.[13]
- Además, Starsailor fue seleccionado como el 47.º mejor disco de rock de todos los tiempos en el libro de 1987, The Top 100 Rock 'n' Roll Albums of All Time.[14]
- En 2000, fue colocado en la posición #507 del libro All Time Top 1000 Albums de Colin Larkin.[15]

## Lista de canciones
Toda la música compuesta por Tim Buckley; todas las letras escritas por Buckley, excepto donde esta anotado.
| Lado uno |                     |                  |          |  |
| N.º      | Título              | Letras           | Duración |  |
| 1.       | «Come Here Woman»   |                  | 4:12     |  |
| 2.       | «I Woke Up»         | Larry Beckett    | 4;06     |  |
| 3.       | «Monterey»          | Beckett          | 4:32     |  |
| 4.       | «Moulin Rouge»      | Beckett          | 1:59     |  |
| 5.       | «Song to the Siren» | Beckett, Buckley | 3:29     |  |

| Lado dos |                          |                               |          |  |
| N.º      | Título                   | Letras                        | Duración |  |
| 1.       | «Jungle Fire»            |                               | 4:40     |  |
| 2.       | «Starsailor»             | John Balkin, Beckett, Buckley | 4:36     |  |
| 3.       | «The Healing Festival»   |                               | 3:16     |  |
| 4.       | «Down by the Borderline» |                               | 5:18     |  |

## Créditos
Créditos adaptados desde las notas de álbum.
Músicos
- Tim Buckley – voz principal, guitarra, guitarra de doce cuerdas
- Maury Baker – percusión
- John Balkin – contrabajo, bajo eléctrico
- Bunk Gardner – flauta alto, saxofón tenor
- Buzz Gardner – trompeta, fliscorno
- Lee Underwood – guitarra, piano, órgano

Personal técnico
- Tim Buckley – productor
- Stan Agol – ingeniero de audio
- Herb Cohen – productor ejecutivo

Diseño
- Ed Thrasher – director artístico, fotografía